# Lista Piosenek Radia 357
Lista Piosenek Radia 357 (skrót: LP357) – cotygodniowy polski radiowy program muzyczny, który prezentuje najpopularniejsze utwory według słuchaczy - patronów Radia 357. Prezentowany jest co piątek od godziny 19 do 22. Słuchacze mogą głosować na swoje ulubione piosenki, a wyniki są ogłaszane podczas audycji. Program, składający się z notowania podstawowego (miejsca 1-35) i z tzw. Sekcji O Mały Głos (początkowo miejsca 36-42, obecnie 36-50), jest prowadzony przez dziennikarzy radiowych Marcina Łukawskiego i Mateusza Fusiarza(rotacyjnie od 20 września 2024) z okazjonalną pomocą innych osób, dziennikarzy (m.in. Marek Niedźwiecki, Krystian Hanke, Tomasz Smokowski) lub słuchaczy. Wpierw głosowano na Listę poprzez kartki pocztowe (40 notowań, odbyły się od stycznia do października 2021), a następnie wprowadzono głosowanie internetowe i pierwsze oficjalne wydanie Listy Piosenek Radia 357 datuje się na 29 października 2021.